# Eurázsiai nyelvcsalád
Az eurázsiai nyelvcsalád egy olyan valószínűsített makronyelvcsalád, amely számos, Észak-, Nyugat- és Dél-Eurázsiában beszélt nyelvcsaládot magába foglal.
Az eurázsiai szupercsalád koncepciójának története több, mint 100 évre nyúlik vissza. A koncepciónak a Joseph Greenberg által az 1990-es években kidolgozott verziója a legismertebb. 2013-ban Mark Pagel és munkatársai statisztikai módszerekkel is alátámasztották a koncepció létjogosultságát.
Az eurázsiai nyelvcsalád ágai az egyes elméletekben különbözhetnek, általában az altaji (mongol, tunguz-mandzsu-nyelvek, török nyelvek), csukcs-kamcsatkai, eszkimó–aleut, indoeurópai, és uráli nyelvek, habár Greenberg az utóbbiak helyett a vitatott uráli-jukagir csoportosítást használja. Néha más ágakat is ide sorolnak, így a kartvél és a dravidia nyelveket is, továbbá Pagel és munkatársai javaslata alapján a szigetnyelvnek tartott nivh és etruszk, valamint Greenberg javaslata alapján a "koreai-japán-ainu" nyelveket is. Néhányan az eurázsiai nyelvcsaládot még nagyobb makrocsaládokon belül helyezik el, mint a nosztratikus nyelvcsalád; más nyelvészek viszont ezeket a makronyelvcsaládokat (a statisztikai érvek ellenére) nem fogadják el hitelesnek.

## A koncepció története
Az eurázsiai szupercsalád koncepciója több, mint 100 évre nyúlik vissza. 1905-ben Alfredo Trombetti javasolta a kategóriát L'unità d'origine del linguaggio, című művében, amelyben az összes beszélt nyelv közös eredete (proto-Human language) mellett érvel.
1994-ben Merritt Ruhlen a nyelvtani érveket is felhozott az eurázsiai koncepció mellett: a főnevek többes számát legtöbbször -t jellel, ...míg a kettős számot -k jellel jelölik. Ezt a nyelvtani párhuzamot Rasmus Rask fedezte fel 1818-ban az uráli, valamint az eszkimó-aleut nyelvek között, de az altaji, a nivh (giljak) és a csukcs-kamcsatkai (azaz a Greenberg által lexikai alapon az eurázsiai nyelvcsaládba sorolt) nyelvekben is megtalálható. Ruhlen szerint ezek a jellegzetességek az eurázsiai nyelvcsaládon kívül másutt nem találhatóak meg.
1998-ban Joseph Greenberg az ún tömeges összehasonlítás (mass comparison) módszerével - amelyet először az 1950-es években dolgozott ki afrikai nyelvek kategorizálására - dolgozta ki az eurázsiai nyelvcsalád koncepcióját is.  2000-ben érveit 2 kötetes műben (Indo-European and Its Closest Relatives: The Eurasiatic Language Family) publikálta, amelyben lexikai (2. kötet) és nyelvtani (1. kötet) érveket is felhoz elmélete mellett. Az elmélet magját 72 morfológiai jellemző képezi, amelyek gyakoriak az általa vizsgált nyelvcsaládokban.  Az elmélet számos változata közül a Greenberg-féle változat kapta a legtöbb figyelmet.
Greenberg eurázsiai elméletét számos nyelvész kétségbe vonja, legtöbbször azon az alapon, hogy a tömeges összehasonlítás módszere nem megbízható. A módszerek fő kritikája az, hogy a szópárhuzamok közös eredetét a hasonló hangzás és jelentés alapján feltételezik, szerintük azonban az eredeti hangok és jelentések minden nyoma eltűnik 5000-9000 év alatt, így ez megkérdőjelezhetővé teszi az összehasonlító nyelvészeti módszerek használhatóságát az ősi szupercsaládokra.